# واهرام آریستاکسیان
واهرام آواگی آریستاکسیان (ارمنی: Վահրամ Ավագի Արիստակեսյան؛ زاده ۴ آوریل ۱۸۹۹ - درگذشته ۱۸ ژوئیهٔ ۱۹۷۸) استاد رقص، طراحی رقص و پزشک اهل ارمنستان بود.

## زندگی‌نامه
وی در ۴ آوریل [سبک قدیمی: ۱۶ آوریل] ۱۸۹۹ در کارین در به دنیا آمد و از نخستین دانشگاه دولتی پزشکی مسکو فارغ‌التحصیل گشت. وی در کالج دولتی هنر رقص ایروان فعالیت می‌کرد. وی همچنین برنده جوایزی همچون چهره هنری شایسته ارمنستان شوروی () شد. وی در ۱۸ ژوئیهٔ ۱۹۷۸ در سن ۷۹ سالگی در ایروان درگذشت.

## نگارخانه

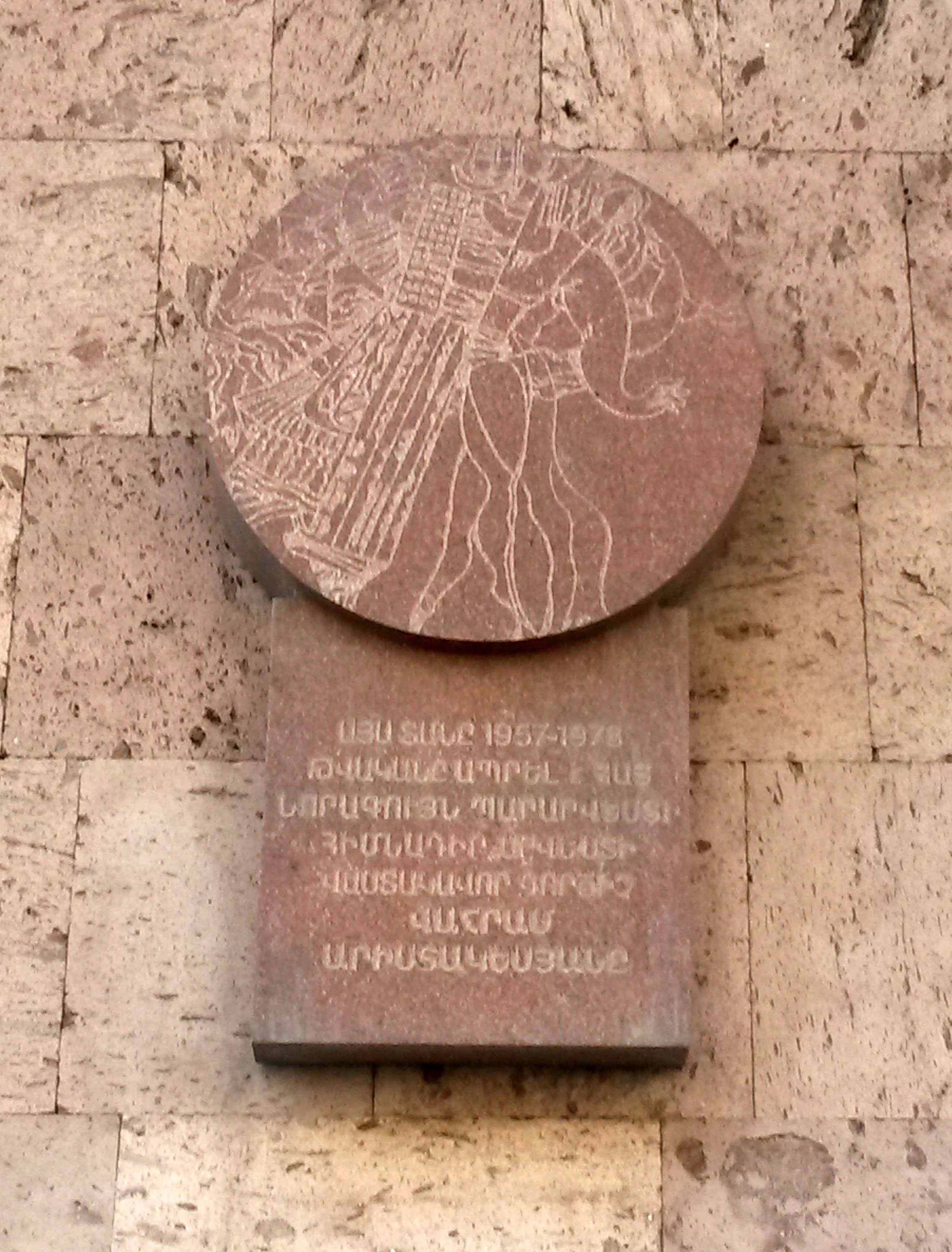

## یادداشت
1. ↑  Մոսկվայի Ի. Սեչենովի անվան առաջին պետական բժշկական համալսարան
2. ↑  Մոսկվայի Ի. Սեչենովի անվան առաջին պետական բժշկական համալսարան